# .255 Jeffery Rook
El .255 Jeffery Rook, o .255 Jeffery Rook Rifle, es un cartucho metálico de arma de pequeño calibre ya obsoleto.

## Descripción general
El .255 Jeffery Rook es un cartucho de percusión central con borde, el cual se cargaba tanto con pólvora negra como con pólvora sin humo, generalmente con una bala de plomo sólida o de punta hueca de 65 granos, que generaba una velocidad de salida promedio de 1200 pies por segundo (370 metros por segundo).
El .255 Jeffery Rook fue desarrollado por WJ Jeffery & Co para ser usado para la caza menor y el tiro al blanco. Logró una gran reputación por su precisión y fue ampliamente utilizado para tiro al blanco antes de ser reemplazado por el .22 Long Rifle como munición para tirar a blancos tamaño miniatura. También fue alojado en algunas pistolas de un solo tiro.
El mayor Percy Powell-Cotton llevó un rifle WJ Jeffery & Co rook con recámara en .255 Jeffery Rook en varias de sus expediciones y afirmó que "a menudo es mejor que la escopeta para recolectar especímenes y proveer para el alimento a la olla".

## Dimensiones

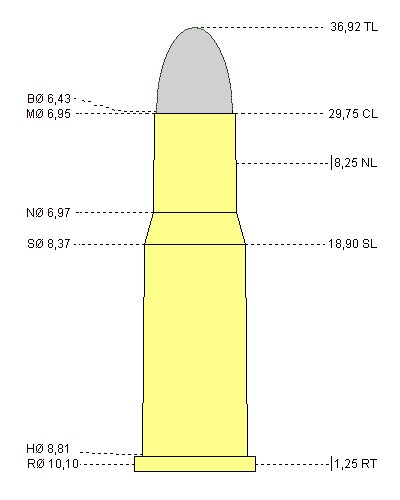